# Тютрин, Фёдор Степанович
Фёдор Степанович Тютрин — проходчик шахты имени Кирова треста «Черемховуголь» комбината «Востсибуголь», Герой Социалистического Труда (1957).

## Награды
За выдающиеся успехи, достигнутые в деле развития угольной промышленности в годы пятой пятилетки и в 1956 году, Фёдору Степановичу было присвоено звание Героя Социалистического Труда с вручением ордена Ленина и золотой медали «Серп и Молот».

## Публикации
- Лучшие люди Черембасса [Текст]. — Черемхово : Трест «Черемховуголь. Иркут. обл. отд-ние НТО-горное», 1957. — 13 т.; 19 см./ Бригадир проходчиков шахты имени С. М. Кирова Тютрин Федор Степанович. — 1957. — 3 с. : портр.